# Спіраль (фільм, 2014)
«Спіраль» — кінофільм режисера Андрія Волгіна, який вийшов на екрани в 2013 році.

## Ролі
| Актор               | Роль |
| ------------------- | ---- |
| Костянтин Крюков    | -    |
| Анатолій Руденко    | -    |
| Веніамін Смєхов     | -    |
| Олександр Яцко      | -    |
| Микита Висоцький    | -    |
| Костянтин Глушков   | -    |
| Володимир Стержаков | -    |
| Марина Куделинська  | -    |
| Рената Піотровський | -    |

## Знімальна група
- Режисер — Андрій Волгін
- Сценарист — Костянтин Глушков
- Продюсери — Олена Ковальова, Олексій Гришин, Рената Піотровські
- Композитор — Олександр Крюков